# Сергиевская, Екатерина Алексеевна
Екатерина Алексеевна Сергиевская (1922—1980) — советский врач. Заслуженный врач РСФСР (1966). Герой Социалистического Труда (1969).

## Биография
Родилась 19 ноября 1922 года в деревне Опарино Боровичского уезда (ныне — Хвойнинский район Новгородской области) в крестьянской семье.
С 1931 года жила в Мурманском округе Ленинградской области. С 1936 года работала регистратором Кировской клинической больницы. В 1940 году окончила Кировское фельдшерско-акушерское училище Мурманской области.
С 1940 по 1942 годы — фельдшер амбулатории совхоза «Индустрия». С 1942 года участница Великой Отечественной войны, служила медицинской сестрой партизанского отряда «Советский Мурман», Е. А. Сергиевская была участницей походов в тыл противника и обороны Советского Заполярья.
С 1943 года была врачом и заведующей здравпунктом энергетического цеха комбината «Североникель» в городе Мончегорск Мурманской области. Е. А. Сергиевская являлась организатором медсанчасти и одним из инициаторов строительства санатория-профилактория комбината «Североникель». В 1966 году Е. А. Сергиевская была удостоена почётного звания — Заслуженный врач РСФСР.
4 февраля 1969 года Указом Президиума Верховного Совета СССР «за большие заслуги в области охраны здоровья советского народа» Екатерина Алексеевна Сергиевская была удостоена звания Героя Социалистического Труда с вручением Ордена Ленина и золотой медали «Серп и Молот».
Помимо основной деятельности Е. А. Сергиевская неоднократно избиралась членом Мончегорского горкома КПСС, городского Совета женщин, и областного комитета и городского комитета общества Красного Креста.
После выхода на пенсию жила в Мончегорске. Умерла 5 января 1980 года.

## Награды
- Медаль «Серп и Молот» (4.02.1969)
- Орден Ленина (4.02.1969)
- Медаль «За отвагу» (10.05.1965)
- Медаль «Партизану Отечественной войны» II степени (24.12.1965)
- Медаль «За оборону Советского Заполярья»

### Звания
- Заслуженный врач РСФСР (1966)